# Otto Keitel
Carl Adolph Otto Keitel (* 15. September 1862 in Braunschweig; † 3. August 1902 in Pasing) war ein deutscher Tiermaler und Radierer.

## Leben
Keitel war der Sohn eines Schneidermeisters. Er besuchte ein Gymnasium, die Gewerbeschule und die Technische Hochschule in Braunschweig. Hier erhielt er Unterricht bei Karl Friedrich Adolf Nickol. Anschließend erlernte er zunächst in der Xylographischen Kunstanstalt Brend’amour & Cie. von Richard Brend’amour den Holzschnitt. Parallel besuchte er im Schuljahr 1883/1884 die Elementarklasse von Heinrich Lauenstein an der Kunstakademie Düsseldorf. In Düsseldorf blieb er nur kurz, da er Tiermaler werden wollte und dieses Genre dort nicht zur Ausbildung besetzt war. 1885 wechselte er auf die Großherzoglich-Sächsische Kunstschule Weimar, wo der Maler Albert Brendel ihn an die Tiermalerei heranführte, insbesondere erlernte er hier die Präzision der Darstellung. Seine Bilder aus dieser Zeit werden als in „trübe[r] schmutzig-grauer Farbe … als Grundstimmung“ beschrieben, was nicht dem Käufergeschmack entsprach. Farbigkeit wurde ihm erst in Karlsruhe näher gebracht. Von 1890 bis 1894 besuchte er die Großherzoglich Badische Kunstschule Karlsruhe unter Hermann Baisch. Dessen frühzeitiger Tod 1894 veranlasste ihn, Schüler des Tiermalers Heinrich von Zügel zu werden, dem er 1895 nach München folgte, um in dessen Atelier zu arbeiten. Die Kunst der Radierung vervollkommnete er bei Peter Halm. Für seine Radierungen wurde er besonders bekannt, einige Werke wurden für die Pinakothek und die Privatgalerie des Prinzregenten Luitpold angeschafft.
Die Ausstellungen des Münchner Glaspalastes beschickte er fortlaufend mit Ölbildern und Radierungen von Tieren. Um die Jahrhundertwende ließ das Interesse an seinen Arbeiten jedoch nach.
Als er im Jahr 1902 „nach Jahren des Darbens“ einen Auftrag zur Mitgestaltung eines großen Panoramabildes zu einem festen Monatsgehalt von 300 bis 500 Mark erhielt, erlitt er „aus Freude“ darüber einen Herzschlag und starb 39-jährig. Er war seit 1890 mit der aus Weimar stammenden Lisbeth Klappenbach verheiratet und hinterließ fünf Kinder.

## Werke (Auswahl)
- Radierung: Pferde auf der Weide entdecken einen Malerstuhl u. Farbenkasten 1886 (Weimar)
- Sommermorgen Münchner Jubiläumsausstellung 1888
- Mittagsruhe Wiener Jahresausstellung 1892
- Am Schluss des Marktes 6. internationale Kunstausstellung München 1892